# My Spring Days
My Spring Days (hangul: 내 생애 봄날; rr: Nae Saengae Bomnal) é uma série de televisão sul-coreana exibida pela MBC TV em 2014, estrelada por Kam Woo-sung, Choi Sooyoung, Lee Joon-hyuk e Jang Shin-young.

## Enredo
Lee Bom-yi (Choi Sooyoung) foi uma paciente terminal, mas ela recebeu uma segunda chance na vida depois de receber um transplante de coração e agora vive cada dia ao máximo. Ela conhece Kang Dong-ha (Kam Woo-sung), o CEO da Hanuiron e um viúvo com dois filhos que perdeu a esposa para um acidente. Bom-yi se apaixona por Dong-ha, sem saber que seu doador era a esposa do mesmo.

## Elenco

### Elenco principal
- Kam Woo-sung como Kang Dong-ha
- Choi Sooyoung como Lee Bom-yi
- Lee Joon-hyuk como Kang Dong-wook[6]
- Jang Shin-young como Bae Ji-won[7]

### Elenco de apoio
- Shim Hye-jin como Jo Myung-hee
- Kwon Hae-hyo como Lee Hyuk-soo
- Lee Ki-young como Song Byung-gil
- Ga Deuk-hee como Joo Se-na
- Hyun Seung-min como Kang Pu-reum
- Gil Jung-woo como Kang Ba-da
- Min Ji-ah como Yoon Soo-jung
- Lee Jae-won como Park Hyung-woo
- Kang Boo-ja como Na Hyun-soon
- Jo Yang-ja como Choi Bok-hee
- Jang Won-young como Jo Gil-dong
- Hwang Geum-hee

## Classificações
| N º de episódio | Data de transmissão original | Audiência média | Audiência média              | Audiência média | Audiência média              |
| N º de episódio | Data de transmissão original | TNmS Ratings    | TNmS Ratings                 | AGB Nielsen     | AGB Nielsen                  |
| N º de episódio | Data de transmissão original | Em todo o país  | Região Metropolitana de Seul | Em todo o país  | Região Metropolitana de Seul |
| --------------- | ---------------------------- | --------------- | ---------------------------- | --------------- | ---------------------------- |
| 1               | 10 de setembro de 2014       | 7.5%            | 8.8%                         | 8.1%            | 9.8%                         |
| 2               | 11 de setembro de 2014       | 8.3%            | 10.7%                        | 8.7%            | 10.4%                        |
| 3               | 17 de setembro de 2014       | 8.2%            | 10.4%                        | 9.5%            | 10.5%                        |
| 4               | 18 de setembro de 2014       | 8.1%            | 10.3%                        | 11.1%           | 13.3%                        |
| 5               | 24 de setembro de 2014       | 8.7%            | 11.4%                        | 9.3%            | 10.0%                        |
| 6               | 25 de setembro de 2014       | 7.7%            | 10.3%                        | 9.2%            | 11.0%                        |
| 7               | 1 de outubro de 2014         | 7.8%            | 11.0%                        | 8.3%            | 9.5%                         |
| 8               | 2 de outubro de 2014         | 6.3%            | 8.5%                         | 8.8%            | 10.1%                        |
| 9               | 8 de outubro de 2014         | 7.6%            | 10.0%                        | 9.1%            | 10.3%                        |
| 10              | 9 de outubro de 2014         | 7.7%            | 10.7%                        | 8.3%            | 9.3%                         |
| 11              | 15 de outubro de 2014        | 8.3%            | 11.4%                        | 8.6%            | 10.0%                        |
| 12              | 16 de outubro de 2014        | 7.5%            | 9.5%                         | 8.5%            | 9.4%                         |
| 13              | 22 de outubro de 2014        | 9.3%            | 11.8%                        | 10.6%           | 12.2%                        |
| 14              | 23 de outubro de 2014        | 8.9%            | 12.2%                        | 9.6%            | 11.2%                        |
| 15              | 29 de outubro de 2014        | 8.3%            | 11.3%                        | 8.7%            | 9.9%                         |
| 16              | 30 de outubro de 2014        | 8.1%            | 10.8%                        | 10.0%           | 11.1%                        |
| Média           | Média                        | 8.0%            | 10.6%                        | 9.2%            | 10.5%                        |